# Stara Oselica
Stara Oselica – wieś w Słowenii, w gminie Gorenja vas-Poljane. W 2018 roku liczyła 217 mieszkańców.